# Nazionale olimpica di calcio della Colombia
La nazionale olimpica colombiana di calcio è la rappresentativa calcistica della Colombia che rappresenta l'omonimo stato ai giochi olimpici.

## Storia
Esordisce alle Olimpiadi a Città del Messico 1968, ottenendo una vittoria e due sconfitte e finisce terza con due punti. A Monaco 1972 ha lo stesso risultato, ma subisce 12 gol in tre partite. A Mosca 1980 arriva per la terza volta di fila terza nel girone, con tre punti. A Barcellona 1992 arriva ultima ed è eliminata al primo turno per la quarta volta di fila. A Rio 2016 ha il suo migliore risultato; ottiene 5 punti e arriva seconda. Ai quarti la Colombia perde 0-2 contro il Brasile, futuro vincitore. Chiude il torneo con 6 gol segnati, una vittoria, un pareggio e due sconfitte.

## Statistiche dettagliate sui tornei internazionali

### Giochi olimpici
| Anno | Luogo             | Piazzamento      | V | N | P | Gol  |
| ---- | ----------------- | ---------------- | - | - | - | ---- |
| 1952 | Helsinki          | Non partecipante | - | - | - | -    |
| 1956 | Melbourne         | Non partecipante | - | - | - | -    |
| 1960 | Roma              | Non qualificata  | - | - | - | -    |
| 1964 | Tokyo             | Non qualificata  | - | - | - | -    |
| 1968 | Città del Messico | Primo turno      | 1 | 0 | 2 | 4:5  |
| 1972 | Monaco di Baviera | Primo turno      | 1 | 0 | 2 | 5:12 |
| 1976 | Montréal          | Non qualificata  | - | - | - | -    |
| 1980 | Mosca             | Primo turno      | 1 | 1 | 1 | 2:4  |
| 1984 | Los Angeles       | Non qualificata  | - | - | - | -    |
| 1988 | Seul              | Non qualificata  | - | - | - | -    |
| 1992 | Barcellona        | Primo turno      | 0 | 1 | 2 | 4:9  |
| 1996 | Atlanta           | Non qualificata  | - | - | - | -    |
| 2000 | Sydney            | Non qualificata  | - | - | - | -    |
| 2004 | Atene             | Non qualificata  | - | - | - | -    |
| 2008 | Pechino           | Non qualificata  | - | - | - | -    |
| 2012 | Londra            | Non qualificata  | - | - | - | -    |
| 2016 | Rio de Janeiro    | Quarti di finale | 1 | 2 | 1 | 6:6  |
| 2020 | Tokyo             | Non qualificata  | - | - | - | -    |

## Tutte le rose

### Giochi olimpici
Calcio ai Giochi Olimpici Estivi 19681 Quintana, 2 Hernández, 3 Soto, 4 Muñoz, 5 López, 6 Pardo, 7 Ospina, 8 González, 9 Arango, 10 Ortiz, 11 Santa, 12 Viáfara, 13 Escobar, 14 Berdugo, 15 Tamayo, 16 Jaramillo, 17 Mosquera, 18 Sánchez, 19 Oviedo, CT: Barona
Calcio ai Giochi Olimpici Estivi 19721 Quintero, 2 A. Rivas, 3 Moncada, 4 Reyes, 5 Calle, 6 Guette, 7 Espinosa, 8 Lugo, 9 Morón, 10 Caicedo, 11 Santamaría, 12 Ortiz, 13 Díaz, 14 Acosta, 15 Revellón, 16 González, 17 O. Rivas, 18 Montaño, 19 Torres, CT: Veselinović
Calcio ai Giochi Olimpici Estivi 19801 Valencia, 2 González, 3 Romero, 4 Viáfara, 5 Viloria, 6 G. García, 7 Porras, 8 Peluffo, 9 Sarmiento, 10 Hernández, 11 Cardona, 12 Ríos, 13 A. García, 14 Fiorillo, 15 Molinares, 16 Pérez, 17 R. García, CT: Retat
Calcio ai Giochi Olimpici Estivi 19921 Calero, 2 Bermúdez, 3 Moreno, 4 Santa, 5 Marulanda, 6 Gaviria, 7 Asprilla, 8 Lozano, 9 Valenciano, 10 Pacheco, 11 Uribe, 12 Mondragón, 13 Cassiani, 14 Pérez, 15 Aristizábal, 16 Restrepo, 17 Mejía, 18 Osorio, 19 Calanche, 20 Cañas, CT: Gómez
Calcio ai Giochi Olimpici Estivi 20161 Bonilla, 2 Tesillo, 3 D. Balanta, 4 Machado, 5 Aguilar, 6 Lerma, 7 Rodríguez, 8 Pabón, 9 M. Borja, 10 Gutiérrez, 11 Preciado, 12 Roa, 13 Palacios, 14 Pérez, 15 Barrios, 16 K. Balanta, 17 C. Borja, 18 Hurtado, CT: Restrepo

### Giochi panamericani
Giochi panamericani 1995P Córdoba, P D. Vélez, D Beltrán, D Dinas, D González, D Ortegón, D Peláez, D J. Vélez, C Betancourth, C Mafla, C Mackenzie, C Quiñónez, C Valencia, C Zapata, A Alcíbar, A Castillo, A Ricard, A Zambrano, CT: Peluffo

### Pre-Olimpico
Torneo Pre-Olimpico 1992P Calero, P Mondragón, D Bermúdez, D Botero, D Cassiani, D Marulanda, D Osorio, D Santa, C Gaviria, C Lozano, C Martínez, C Niño, C Pacheco, C Pérez, C Restrepo, A Aristizábal, A Asprilla, A Uribe, A Valenciano, A Zambrano, CT: Gómez
Torneo Pre-Olimpico 20001 Zapata, 2 Jo. Viáfara, 3 Cortés, 4 Viveros, 5 Portocarrero, 6 Vargas, 7 Muñoz, 8 Arce, 9 Díaz, 10 Montaño, 11 Castillo, 12 Ju. Viáfara, 13 Rivas, 14 López, 15 Posada, 16 Murillo, 17 Candelo, 18 Quintana, 19 Montoya, 20 Córdoba, CT: Álvarez